# Капинос, Василий Максимович
Василий Максимович Капинос (1919-2007) — советский хозяйственный, государственный и политический деятель, доктор технических наук, профессор.

## Биография
Родился в 1919 году в Харькове. Член КПСС с 1943 года.
Участник Великой Отечественной войны. С 1929 года — на хозяйственной, общественной и политической работе. В 1945—1989 гг. — создатель научной школы по исследованию физико-технических проблем теплообмена и гидродинамики в турбомашинах, декан энергомашиностроительного факультета, проректор по учебно-методической работе, заведующий кафедрой турбиностроения Харьковского политехнического института.
Умер в Харькове в 2007 году.